# Giorgiana Masi

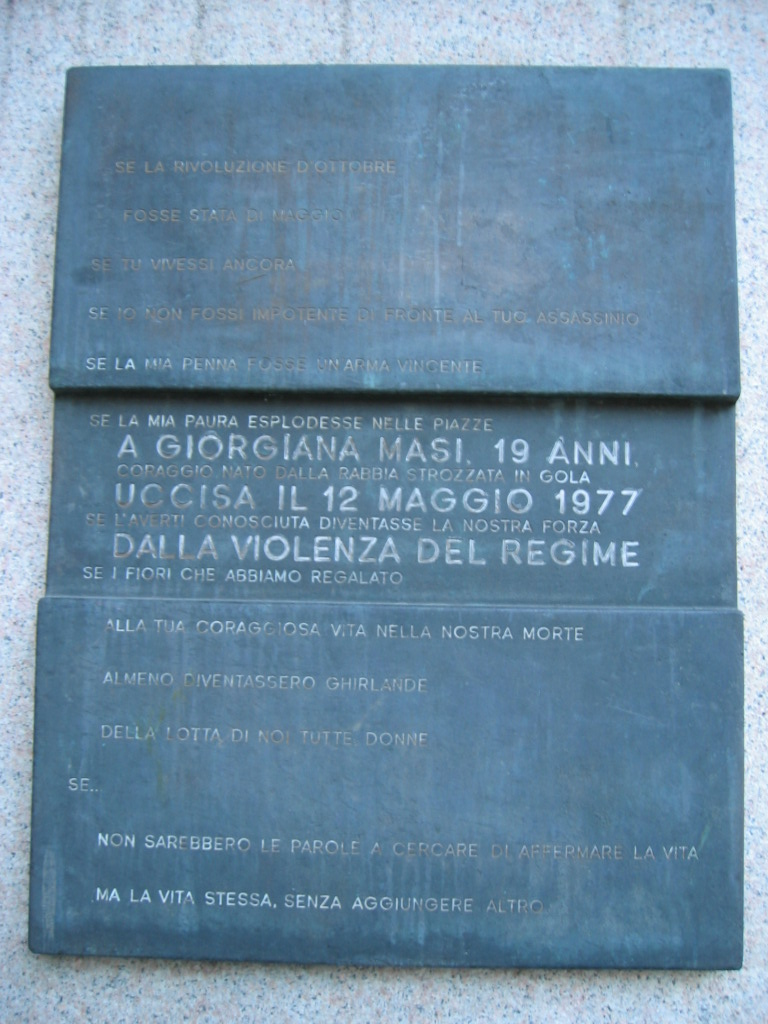
Giorgiana Masi – Minnesplattan vid Ponte Garibaldis södra brofäste

Giorgiana Masi, född 6 augusti 1958 i Rom, död 12 maj 1977 i Rom, var en ung italienska som blev en symbol för den italienska kvinnokampen och kampen mot statens våld mot dess medborgare.
En majdag 1977 tågade en kvinnodemonstration för den nya och friare abortlagen genom Roms gator. Demonstrationståget nådde Trastevere, där motdemonstranter dök upp, och tumult uppstod. Giorgiana Masi var där med sin fästman Gianfranco Papini. En polisman avfyrade ett skott. Den sårade Masi släpades upp på en trottoar vid Ponte Garibaldis brofäste, där hon efter en kort stund dog.
Giorgianas "martyrkult" levde några år, men med 1980-talet då vänstern splittrades och kvinnorörelsen förlorade mark, slocknade den nästan helt. Vid Ponte Garibaldi finns en bronsplatta som i retoriska ordalag hugfäster minnet av Giorgiana Masis död. Inskriptionen lyder:
| ” | Se la rivoluzione di Ottobre fosse stata di Maggio se tu vivessi ancora se io non fossi impotente di fronte al tuo assassinio se la mia penna fosse un'arma vincente se la mia paura esplodesse nelle piazze A GIORGIANA MASI, 19 ANNI coraggio nato dalla rabbia strozzata in gola UCCISA IL 12 MAGGIO 1977 se l'averti conosciuta diventasse la nostra forza DALLA VIOLENZA DEL REGIME se i fiori che abbiamo regalato alla tua coraggiosa vita nella nostra morte almeno diventassero ghirlande nella lotta di noi tutte donne se... Non sarebbero le parole a cercare di affermare la vita ma la vita stessa, senza aggiungere altro. | „ |